# کم‌کاری غده‌های جنسی
هیپوگنادیسم (به انگلیسی: Hypogonadism) به معنای کاهش فعالیت عملکردی غدد جنسی (بیضه‌ها یا تخمدان‌ها) است که ممکن است به کاهش تولید هورمون‌های جنسی بینجامد. سطوح پایین آندروژن (مانند تستسترون) به عنوان «هیپوآندروژنیسم» و سطوح پایین استروژن (مانند استرادیول) به عنوان «هیپواستروژنیسم» شناخته می‌شود. این هورمون‌ها در بروز صفت‌ها و رفتارهای جنسی نقش دارند.

## علائم و نشانه‌ها
در زنانی که پیش از بلوغ به هیپوگنادیسم مبتلا شده‌اند، قائدگی آغاز نمی‌شود و می‌تواند روی قد و رشد سینه‌های آن‌ها نیز تأثیر بگذارد. در زنانی که بعد از دوران بلوغ به هیپوگنادیسم مبتلا شده‌اند، علائمی مانند عدم قائدگی، گرگرفتگی، ریزش موهای بدن، کاهش میل جنسی و ترشح شیری از سینه‌ها بروز پیدا می‌کند. در مردان باعث اختلال در رشد عضلات و موهای بدن، بزرگ شدن سینه‌ها (ژنیکوماستی)، کوتاهی قد، اختلال در نعوظ و مشکلات جنسی می‌شود.
اگر هیپوگنادیسم ناشی از اختلال در سیستم عصبی مرکزی باشد (مانند تومور مغزی)، آنگاه به عنوان هیپوگنادیسم مرکزی شناخته می‌شود. علائم و نشانه‌های هیپوگنادیسم مرکزی می‌تواند شامل سردرد، اختلال در بینایی، دوبینی، ترشح شیری رنگ از پستان‌ها و علائم ناشی از سایر مشکلات هورمونی باشد.